# Melicope belahe
Melicope belahe är en vinruteväxtart som först beskrevs av Henri Ernest Baillon, och fick sitt nu gällande namn av Thomas Gordon Hartley. Melicope belahe ingår i släktet Melicope och familjen vinruteväxter. Inga underarter finns listade i Catalogue of Life.